# José Barroso Chávez

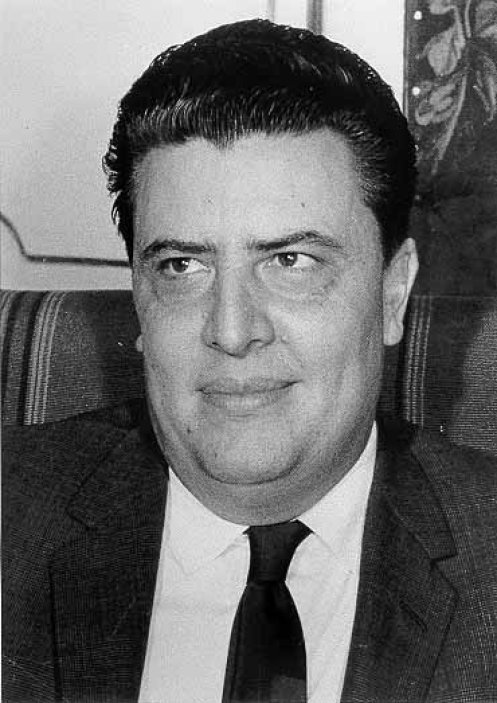
José Barroso Chávez

José Barroso Chávez (* 3. Juni 1925 in Mexiko-Stadt; † 5. Februar 2008 ebenda) war ein mexikanischer Geschäftsmann, der als ranghoher Funktionär verschiedener sozialer Institutionen sowie kultureller und gemeinnütziger Organisationen in Mexiko wirkte.
Er war unter anderem Präsident der mexikanischen Assoziation des Malteserordens (Asociación Mexicana de la Soberana y Militar Orden de Malta), von 1964 bis 1970 Präsident sowie später Ehrenpräsident des Mexikanischen Roten Kreuzes (Cruz Roja Mexicana), Mitglied des mexikanischen Beirats des UN-Kinderhilfswerkes UNICEF sowie Mitglied und von 1961 bis 1965 Präsident des Spanischen Kulturinstituts in Mexiko (Instituto Cultural Hispano Mexicano). Von 1965 bis 1977 leitete er in Nachfolge des Kanadiers John Alexander MacAulay als erster Chairman aus einem lateinamerikanischen Land die Liga der Rotkreuz-Gesellschaften, die heutige Internationale Föderation der Rotkreuz- und Rothalbmond-Gesellschaften. In diesem Amt folgte ihm Joseph Adetunji Adefarasin aus Nigeria.
José Barroso Chávez war ab 1951 verheiratet und Vater von vier Kindern.